# 日仏文化学院パリ日本人学校

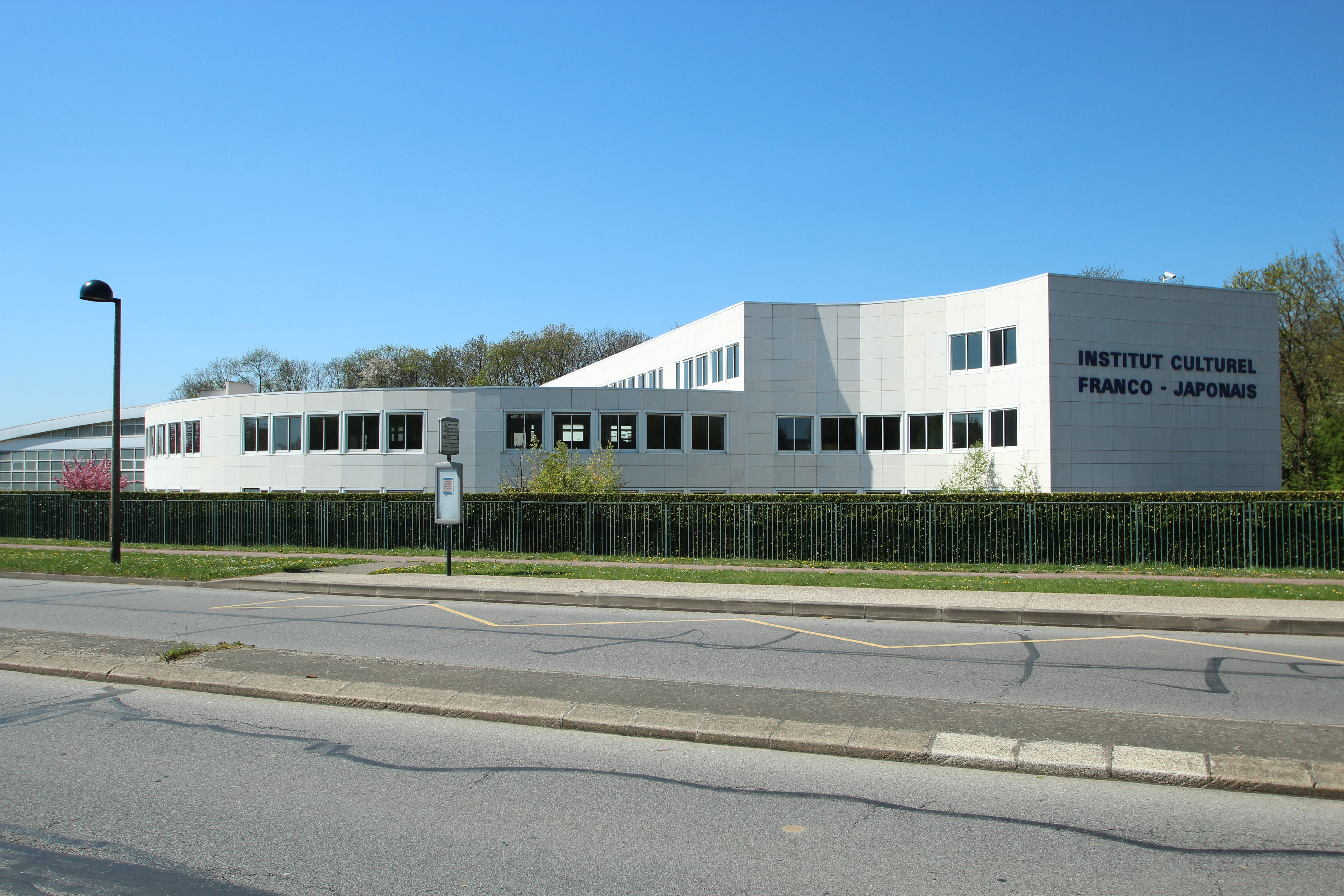
日仏文化学院パリ日本人学校

日仏文化学院パリ日本人学校（Institut Culturel Franco-Japonais – École Japonaise de Paris）は、フランスのパリ近郊モンティニ＝ル＝ブルトンヌに所在する日本人学校である。
同校の立地はイル＝ド＝フランス地域圏（パリ大都市圏）内に含まれ、ヴェルサイユに近接する。プライマリな教授言語は日本語であるが、生徒たちはフランス語の授業も受ける。
授業は6歳から15歳までの年齢の子どもたちを対象としている。『日本人とヨーロッパ――経済的文化的衝突』（ The Japanese and Europe: Economic and Cultural Encounters）の著者、マリー・コンティ＝ヘルム（Marie Conte-Helm）は、子どものいる日本人家庭がパリ大都市圏に住む場合、当校への登下校に使えるバス路線の沿線であることが住まい選びの「最低限の条件」になっていると記述する。彼女はまた、「日本から来た子どもたちの中には、フランス滞在中に地元の学校に通う子もいるが、国際的な感覚を持ち合わせている親でさえも、滞在期間の後半になると、子弟を日本人学校に転校させて、彼らの関心が日本社会を指向するようにする」とも記述する。
その他の特徴としては、日本人学校に共通して言えることではあるが、子どもの転入と転出が非常に多いという点が指摘されている。また、校内には、日本国内の学校よりも日本らしいものがたくさん展示されている。

## 歴史
パリ日本人学校は、1971年に全日制日本人学校設立準備委員会が発足し、1973年に日本商工会議所により設立された。開校当初はパリ16区のシャイヨ宮前トロカデロ広場界隈にあり、生徒は100人であった。
1980年代に急速に規模を拡大し、1990年に日本人学校用に建てられた建物に移った。新校舎建設には複数の日系企業が出資した。その年の生徒数は、小学校と中学校合わせて563人であった。1991年は500人が通っており、当校に通う生徒数のピークであった。また、日本企業からの投資のピークの時期でもあった。
しかし、そのころから日本の不況が始まり、2004年は小学部194人、中学部71人で総計265人、専任教員約20人ほどであった。2013年の生徒数は380人であった。

## 運営とカリキュラム
当校を監督する学校委員会には、パリを中心とするエリアにオフィスを構える日本企業の代表が加わる。父兄が支払う授業料は、日本国内の私立学校相当である。
当校の教育方針は、生徒の日本人らしさの維持と涵養に重きを置き、同時に国際理解を深めることも重視される。国際理解に関して、当校は9年生（14, 15歳）に地域のフランスの学校へ訪問させ、授業を受けさせている。逆に、地元の学校から当校に生徒を訪問してもらい授業を行うことも行っている。体育の日には、地元の学校と合同で学園祭を開催する。また、当校は毎週土曜日午前に、地域住民向けに日本語教室を開講している。

### カリキュラム
日本の文部科学省がカリキュラムを設定している。カリキュラムは日本式の教育を提供し、生徒たちが日本の学校に再入学できるようにすることが意図されている。文科省は日本人学校に先生を派遣することも行っている。学校は土曜日午前の授業を行っておらず、したがって、1日あたり6時間ではなく7時間の授業がある。
フランスの管轄当局は日本人学校にフランス語の授業を1週間当たり2から3時間、行うよう求めており、当校ではフランス語を話す先生がフランス語と日本語の両方を使って授業を行う場合がある。

## 交通手段
当校は、パリを中心としたエリアを横断して生徒たちを送り迎えするスクールバスの路線を8路線、提供している。

## 発展資料
- （日本語）池崎 喜美惠 (東京学芸大学). "日本人学校の児童・生徒の家庭生活観と家庭科観 : ロンドンおよびパリ日本人学校の事例をもとに" (Archive). 東京学芸大学紀要. 総合教育科学系, 東京学芸大学. 58, 361-369, 2007-02. English abstract (Archive). See profile at CiNii, See profile at 東京学芸大学.
- 渡辺 俊三, et al. "日本人学校児童(フランス)の適応構造." 弘前醫學 36(1), 167-175, 1984-03. 弘前大学. See profile at CiNii.
- 横山 和弘. "パリ日本人学校における現地校交流の実践 : 異文化交流をどのように行うかの考察." 在外教育施設における指導実践記録 23, 115-118, 2000. 東京学芸大学. See profile at CiNii.
- 岩崎 保. "パリそしてパリ--元パリ日本人学校長の回想." 海外の教育. 25(2), 131-139, 1999-04. 全国海外教育事情研究会.
- 楠本 満 (前パリ日本人学校:長崎県佐世保市立早岐中学校). "フランス在外教育施設「パリ日本人学校での取り組みから」(国際理解教育・現地理解教育)." 在外教育施設における指導実践記録 33, 114-117, 2010-12-24. 東京学芸大学. See profile at CiNii.
- 菅沢 和広. "仏蘭西・巴里よもやま話--パリ日本人学校から." 宮城教育大学国語国文 (23), 40-43, 1995-12. 宮城教育大学国語国文学会. See profile at CiNii.
- 寺内 礼治郎. "パリ日本人学校." 児童心理 33(1), p172-178, 1979-01. 金子書房. See profile at CiNii.